# Religionsstiftare
Här listas några kända religionsstiftare med ungefärliga uppgifter om levnadsår och ursprungsland.
Beteckningen "anhängare" i tabellen innebär inte djupt troende, utan även mer eller mindre sekulariserade anhängare
| Religionsgrundare                                                                  | Levde mellan | Land                               | Religion |
| ---------------------------------------------------------------------------------- | --- | ---------------------------------- | --- |
| Manu                                                                               | ????–???? | Indien                             | Enligt hinduismen (med idag i alla dess former 900 miljoner anhängare) den första människan och lagstiftaren. |
| Zarathustra                                                                        | möjligen 1500 f.Kr. | nordöstra Stor-Iran (Centralasien) | zoroastrism (monoteistisk fornpersisk religion), idag finns ca 200 000 s.k. parser kvar. |
| Echnaton                                                                           | 1375–1345 f.Kr. | Forntida Egypten                   | Aton-kulten, kanske den första monoteistiska religionen i mänsklighetens historia. |
| Mose                                                                               | 1200 f.Kr. | Egypten, Sinai                     | Jahve-kulten (ursprungligen bergsgud), det semitiska folket hebréer, senare israeliter blev Herrens "egendomsfolk." Många av dagens föreställningar inom judendom, kristendom, islam och bahá'í har ursprung i judars kontakter med antik persisk religion på 500- och 400-talet f.Kr. Judendomen med idag ca 15 miljoner anhängare, nästan alla bosatta i USA eller Israel. |
| Siddhattha Gotama (pali) eller Siddharta Gautama (sanskrit)                        | 560–480 f.Kr. | norra Indien                       | Buddhismen, med idag ca 360 miljoner anhängare. Utvecklad till fr.a. hinayanabuddhism (Therevada) med 124 miljoner anhängare och mahayanabuddhism med 185 miljoner anhängare. |
| Vardhamana Mahavira                                                                | 500-talet f.Kr. | norra Indien                       | Jainismen, har ca 6 miljoner anhängare. |
| Lao Zi                                                                             | 300-talet f.Kr. | Kina                               | Daoismen (taosimen), yin och yang. Traditionell kinesisk religion/filosofi – daoism och konfucianism – har 225 miljoner anhängare av vilka flertalet bekänner sig till båda och många också till buddhismen. |
| Konfucius och Mencius                                                              | 551–479 resp. 371 – 298 f.Kr. | Kina                               | Konfucianismen |
| Jesus, Paulus och övriga nytestamentliga författare och kyrkofäder                 | 4 f.Kr.–ca 33 resp. 3–64. Observera att dessa årtal är mycket omdiskuterade! | Galileen, Judéen (Romarriket)      | Kristendomen med 2 miljarder anhängare, (största riktningarna idag är katolicism (970 miljoner), protestantism (390 miljoner), olika former av ortodoxa (220 miljoner), pingstvänner (105 miljoner) och anglikaner (75 miljoner)). |
| Valentinus m.fl.                                                                   | 100-talet | Medelhavsområdet.                  | Kristen Gnosticism (gnosis = insikt). Gnostikerna och senare religiösa grupperingar som bogomilerna, albigenserna och katarerna har av främst den Katolska kyrkan förklarats vara kättare och utrotats samtidigt som den gnostiska religiösa litteraturen har bränts. År 1945 återfanns emellertid vid Nag Hammadi i den Egyptiska öknen relativt väl bevarade exemplar av Maria Magdalenas evangelium, Johannes-akterna, Johannes-apokryfen, Thomasevangeliet, Sanningens evangelium, Dundret, Frälsarens dialog, Jakobs Hemliga Bok m.fl. Detta har lett till att ett oräknat antal "sökare" i nutid har börjat intressera sig för den kristna gnosticismen. |
| Mani                                                                               | 216–276 (avrättad) | Babylonien                         | Manikeismen, numera utdöd starkt dualistisk gnostisk världsreligion. Mani sade sig förena och fullända zoroastrismen, buddhismen och kristendomen (synkretism) genom en egen skriftreligion. Spridning från Spanien till Kina och 15-25 miljoner troende. Under en tid hade m. stort inflytande i Romarriket, där den uppträdde som en form av kristendom, men m. förklarades vara en irrlära i Rom, Konstantinopel och det dåvarande zoroastriska Iran. Officiell religion i Mongoliet mellan 762 och fram till 1200-talet. |
| Manda d'Haije, efter att religionen grundades sedan Adam och Eva :Johannes Döparen | Sedan de första människorna, enligt myten, Adam och Eva var på jorden. Manda D'Haije (Gud) lärde de allt de behövde för att leva och Mandeismens läror som var den första religionen i världen enligt majoriteten av religionsforskare | söder om Bagdad i Irak, Iran       | Mandeism, al-mandaer, idag sekt med mer än 500 000 anhängare. Antalet är litet eftersom man endast kan bli född som en mandei, man kan ej konvertera till religionen. |
| Mazdak                                                                             | 500-talet | Persien                            | Mazdakism, numera utdöd religion. Drag från manikeismen (se Mani ovan) knöts samman med radikala krav på kollektiv egendom, familjens upplösning och kvinnogemenskap. Efter påtryckningar från den persiska adeln och det zoroastriska prästerskapet lät den sassanidiske kungen avrätta Mazdak och hans anhängare år 529. |
| Muhammed                                                                           | 570–632 | Mecka, Arabien                     | Islam med 1,3 miljarder anhängare (största riktningarna idag är sunni med 940 miljoner och shiitism med 120 miljoner anhängare). |
| Nanak                                                                              | 1469–1539 | Punjab, nordvästra Indien          | Sikhism med 23 miljoner anhängare. |
| Krishna Chaitanya                                                                  | 1485–1533 | Indien                             | Krishnarörelsen med dagens Hare Krishna-rörelse som en internationell utlöpare. |
| Joseph Smith                                                                       | 1805–1844 | USA                                | Mormoner = Jesu Kristi kyrka av sista dagars heliga med 11,5 miljoner troende. |
| Báb, Porten                                                                        | 1819–1850 | Iran                               | Babism (Bábs proklamation 1844). Det finns fortfarande ca 10.000 babier, men i stort sett samtliga övergick genom Bahá'u'lláh till bahá'í-religionen på 1860- och 1870-talen. |
| Bahá'u'lláh, Guds Härlighet                                                        | 1817–1892 | Iran, Sydvästasien                 | Bahá'í (Bahá'u'lláhs förklaring 1863). B såg sig som Guds senaste manifestation inom ramen för Guds plan att vägleda mänskligheten gnm progressiva uppenbarelser. B betonade bl.a. mänsklighetens enhet, något människor måste bli medvetna om inför globaliseringen och de andra förändringar världen skulle komma att genomgå under kommande sekler. Efter framgångar i ff.a. Afrika har tron 8,5 miljoner anhängare år 2013 och är spridd till 220 länder. Endast en riktning. Världscentrum i Haifa nära Akko, dit B 1868 fördes som religiös fånge. |
| Mirzá Ghulám Ahmad                                                                 | 1839–1908 | Punjab, Indien                     | Ahmadiyya (grundad 1889), med 10 miljoner anhängare – de allra flesta i Indien och Pakistan, därefter dit indier emigrerat: Storbritannien och Br samväldet, Karibien och Sydamerika, Västafrika och södra Afrika, USA, Kanada. |
| Charles Taze Russell                                                               | 1852–1916 | USA                                | "Allvarliga bibelforskare", som 1931 antog namnet Jehovas Vittnen, idag med 15 miljoner anhängare världen över. |
| Marcus Garvey m.fl.                                                                | 1887–1940 | Jamaica                            | Rastafari (//rastafarai//), grundad av svarta "Tillbaka-till-Afrika-förespråkare" i utkanten av det jamaicanska samhället på 1930-talet som inspirerats av Garvey. Reggaemusiken kom på 1970-talet att spela en mycket stor roll för spridningen av rastafari. Idag har rörelsen 0,7 miljoner anhängare på Jamaica, i övriga Västindien, Storbritannien, USA och Afrika, och budskapet har ändrats betydligt – från att ha varit en religion för enbart svarta till ett globalt enighetsbudskap med betoning på att varje människa i grunden är afrikan, även om Haile Selassie fortfarande betraktas som gud. (Vare sig Garvey eller Selassie ansåg själva att de hade något med rastafari att göra, men har av rörelsen utpekats som deras härold respektive frälsare.) |
| L. Ron Hubbard                                                                     | 1911–1986 | USA                                | Scientologi, grundad 1954. |
| Sun Myung Moon                                                                     | 1920–2012 | Korea                              | Familjefederationen för Världsfred och Enighet (Tongilrörelsen – Enighetskyrkan – Moonrörelsen), grundad 1954, år 1960 även etablerad i USA. |